# مونتاژ پرسروصدا
مونتاژ پرسروصدا (به انگلیسی: Assembly Rowdy) فیلمی هندی محصول سال ۱۹۹۱ و به کارگردانی بی. گوپال است. در این فیلم بازیگرانی همچون موهان بابو و دیویا بهرتی ایفای نقش کرده‌اند.